# Électrophile

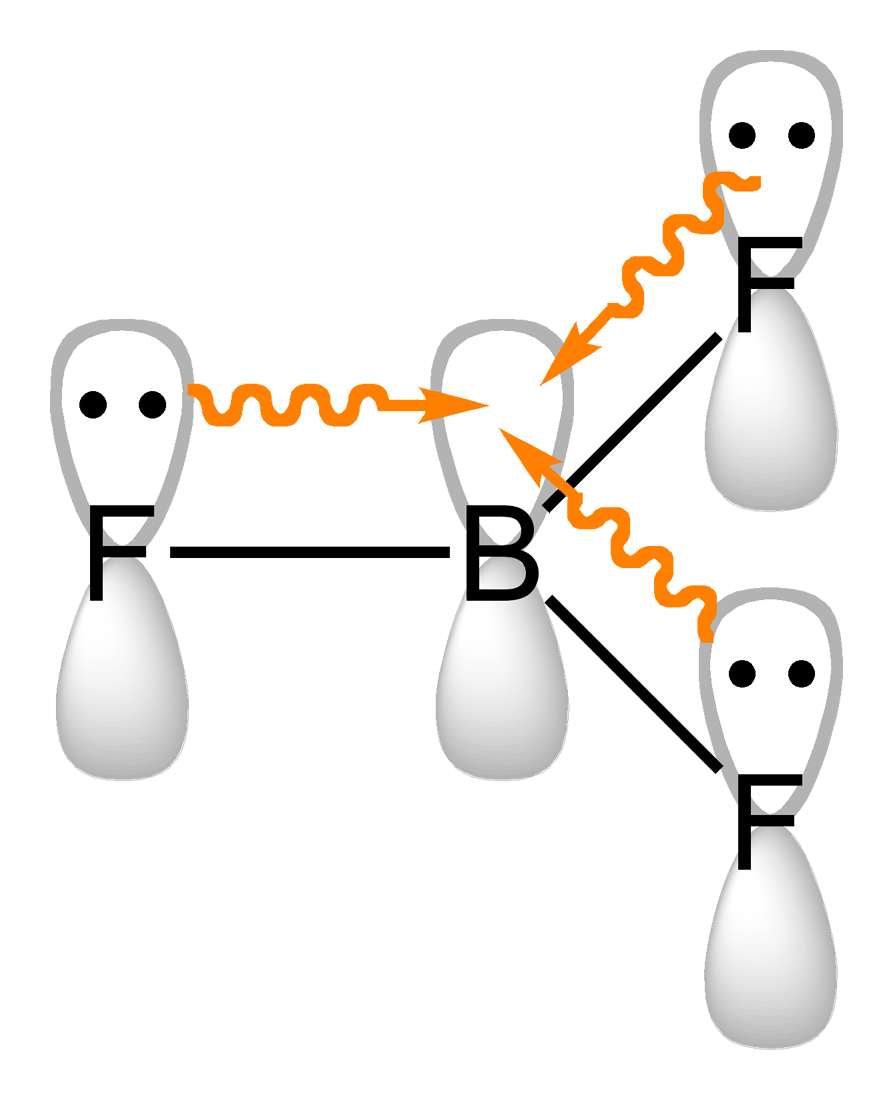
Formule structurelle du trifluorure de bore BF_{3}

Un composé chimique électrophile est un composé chimique déficient en électrons. Il est caractérisé par sa capacité à former une liaison avec un autre composé en acceptant un doublet électronique de celui-ci. Cet autre composé, excédentaire en électrons, est appelé nucléophile.
En termes d'effets, tout effet attracteur d'électrons le déstabilise tandis que tout effet donneur d'électrons le stabilise.

## Exemples de nucléophiles et d'électrophiles
Le tableau ci-dessous donne des exemples de nucléophiles et d'électrophiles :
| Type      | Nucléophiles                                                       | Électrophiles                                                          |
| --------- | ------------------------------------------------------------------ | ---------------------------------------------------------------------- |
| Ions      | Anions : carbanion, halogénures, HO−, RO−, HS−, RS−, CN−           | Cations : carbocation, H+, Be2+, Al3+                                  |
| Molécules | Avec des doublets non liants : NH3, amines, ROH, RSH, H2O          | Avec des lacunes électroniques : BF3, AlCl3                            |
| Molécules | Avec des liaisons π qui présentent une densité électronique accrue | Qui se dissocient facilement d'une manière hétérolytique : dihalogènes |